# Anna Rugowska
Anna Rugowska (ur. 26 maja 2004) – polska lekkoatletka specjalizująca się w skoku w dal i trójskoku. Medalistka mistrzostw Polski.
Rekordy życiowe:
- skok w dal – 6,25 (11 czerwca 2022, Suwałki),
- trójskok (stadion) – 13,20 (5 czerwca 2022, Jelenia Góra),
- trójskok (hala) – 13,13 (18 lutego 2023, Toruń) rekord Polski juniorów.